# 自然歴史博物館 (スウェーデン)

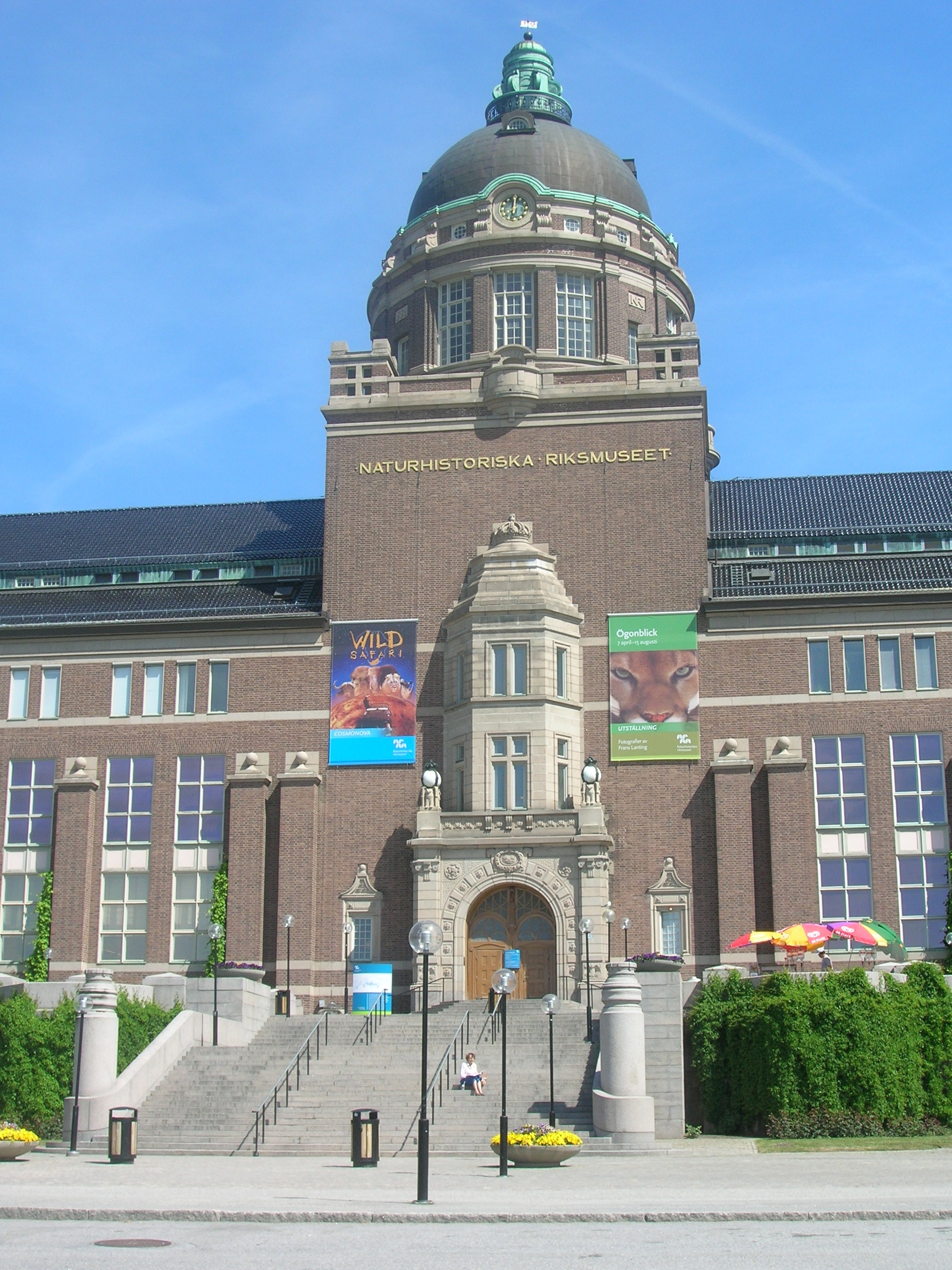
自然歴史博物館

自然歴史博物館（スウェーデン語: Naturhistoriska riksmuseet）はスウェーデンのストックホルムにある自然史博物館である。
自然歴史博物館はスウェーデン王立科学アカデミーによって1819年に設立されたが、1739年のアカデミー設立時から収蔵品の収集が行われていた。この収蔵品の大部分は寄贈によるものである。収蔵品が初めて公開されたのは1786年である。1965年に自然歴史博物館はアカデミーから分離された。
初期のアカデミーの収蔵品管理者の1人にカール・フォン・リンネの弟子で、ジェームズ・クックの航海にも参加したアンデシュ・スパルマン (Anders Sparrman) がいる。また、自然歴史博物館の歴史上、重要な人物に動物学者、古生物学者であるスヴェン・ニルソン (Sven Nilsson) がいる。彼は、ルンド大学教授に復帰する前に管理者（1828年 - 1831年）として未整理の収蔵品の整理を行った。
現在の建物はストックホルム郊外のフレスカティにあり、建築家アクセル・アンデルベリ (Axel Anderberg)の設計により1916年に完成した。最上部はドームとなっており、ストックホルム大学のメインキャンパスが後に隣接して建設された。
博物館にはコスモノヴァ (Cosmonova) と呼ばれるIMAXシアターが設置されている。このシアターはスウェーデン最大のプラネタリウムである。